# Bauzana
Bauzana es el nombre de una variedad cultivar de manzano (Malus domestica). Esta manzana está cultivada en diversos viveros entre ellos algunos dedicados a conservación de árboles frutales en peligro de desaparición. Esta manzana es originaria de las Islas Baleares, donde tuvo su mejor época de cultivo comercial anterior a la década de 1960, y actualmente en menor medida aún se encuentra. Esta variedad también es conocida como 'Bauçana' que corresponde a una montaña "Na Bauçana" de 614 m s. n. m. en las proximidades de Calviá (Mallorca).

## Sinónimos
- "Manzana Bausana",[5][8][9]
- "Poma Bauçana".

## Historia
Las Islas Baleares presenta unas condiciones de clima y de suelos buenos para el cultivo del manzano. De hecho existe una considerable variedad de cultivos autóctonos de manzano, fruto de la sabiduría y el esfuerzo de los agricultores, que durante generaciones han realizado cruces y mejoras de las variedades. En estas últimas décadas ya sea por presiones urbanísticas o por abandono de los cultivos en los campos, debida a la competencia con otras variedades de manzanas selectas foráneas, se han ido perdiendo parte de la riqueza de variedades frutales de la herencia. Actualmente hay iniciativas para evitar la pérdida irremediable de esta riqueza cultural y agrícola con iniciativas de conservación como el proyecto "Reviure" en Mallorca (con plantación de 160 frutales de la herencia), [Autores: José Moscardó Sáez Antoni Martorell Nicolau Proyecto Reviure-caib.es.PDF] o el banco de germoplasma de frutales del Jardín Botánico de Sóller.
'Bauzana' está considerada incluida en las variedades locales autóctonas muy antiguas, cuyo cultivo se centraba en comarcas muy definidas. Se caracterizaban por su buena adaptación a sus ecosistemas y podrían tener interés genético en virtud de su adaptación. Se encontraban diseminadas por todas las regiones fruteras españolas, aunque eran especialmente frecuentes en la España húmeda. Estas se podían clasificar en dos subgrupos: de mesa y de sidra (aunque algunas tenían aptitud mixta).
'Bauzana' es una variedad clasificada como de mesa; difundido su cultivo en el pasado por los viveros comerciales y cuyo cultivo en la actualidad se ha reducido a huertos familiares y jardines privados.

## Características
El manzano de la variedad 'Bauzana' tiene un vigor Medio; florece a inicios de mayo; tubo del cáliz en forma de cono más o menos alargado, eje cerrado o semiabierto, y con los estambres se unen hacia la mitad.
La variedad de manzana 'Bauzana' tiene un fruto de tamaño medianamente pequeño; forma esfero-cónica un poco aplastada, a veces cilíndrica, con contorno asimétrico; piel semi-mate, levemente untuosa; con color de fondo amarillo verdoso, siendo el color del sobre color rojo, importancia del sobre color medio, siendo su reparto en chapa / rayas, presenta chapa rojo fresa y barreada con pinceladas más oscuras irradiadas desde el fondo de la cavidad peduncular, acusa punteado abundante, repartido por toda la superficie, de color blanquecino, y una sensibilidad al "russeting" (pardeamiento áspero superficial que presentan algunas variedades) débil; pedúnculo corto, semi fino, estrechándose por su mitad, anchura de la cavidad peduncular es medianamente ancha, profundidad de la cavidad pedúncular de profundidad profunda, con chapa ruginosa sobrepasando la cavidad, borde irregularmente ondulado, y con importancia del "russeting" en cavidad peduncular débil; anchura de la cavidad calicina medianamente amplia, profundidad de la cav. calicina medianamente profunda, fruncida, prolongándose hacia los bordes en donde marca un ondulado más o menos notable, y con la importancia del "russeting" en cavidad calicina muy débil; ojo, generalmente pequeño, cerrado; sépalos largos, compactos y carnosos en su base, situados entrecruzados, puntiagudos y vueltos hacia fuera o de puntas rotas.
Carne de color crema, con fibras amarillas; textura crujiente, levemente jugosa, algo refrescante; sabor característico de la variedad, agradable y aromático; corazón pequeño, generalmente enmarcado por un lado o de líneas entrecortadas. Celdas alargadas. Semillas grandes y alargadas.
La manzana 'Bauzana' tiene una época de maduración y recolección tardía en otoño, se recolecta desde mediados de septiembre hasta mediados de octubre, madura durante el invierno aguanta varios meses más. Tiene uso como manzana de mesa fresca.